# Cosmești, Teleorman
Cosmesti là một xã thuộc hạt Teleorman, România. Dân số thời điểm năm 2002 là 2818 người.